# Olympische Winterspiele 2006/Teilnehmer (China)
| Gelbes Symbol für Goldmedaillen mit stilisierten Olympischen Ringen | Graues Symbol für Silbermedaillen mit stilisierten Olympischen Ringen | Braundes Symbol für Bronzemedaillen mit stilisierten Olympischen Ringen |
| ------------------------------------------------------------------- | --------------------------------------------------------------------- | ----------------------------------------------------------------------- |
| 1                                                                   | 3                                                                     | 4                                                                       |

Die Volksrepublik China nahm an den Olympischen Winterspielen 2006 im italienischen Turin mit einer Delegation von 80 Athleten teil.

## Flaggenträger
Die Shorttrack-Athletin Yang Yang trug die Flagge Chinas während der Eröffnungsfeier.

## Teilnehmer nach Sportarten

### Biathlon
- Dong Xue
- Hou Yuxia
7,5 km Sprint, Frauen: 54. - 25:25,8 min (5 Schießfehler)
12,5 km Massenstart, Frauen: 28. - +5:03,6 min (10 Schießfehler)
15 km Einzel, Frauen: 58. - 58:53,7 min (9 Schießfehler)
- Kong Yingchao
7,5 km Sprint, Frauen: 24. - 24:07,0 min (1 Schießfehler)
10 km Verfolgung, Frauen: 17. - +3:58,3 min (3 Schießfehler)
12,5 km Massenstart, Frauen: 23. - +4:08,5 min (4 Schießfehler)
15 km Einzel, Frauen: 25. - 54:03,5 min (3 Schießfehler)
4 × 6 km Staffel, Frauen: 1:21:43,7 h (2 Schießfehler + 13 Nachlader)
- Liu Xianying
7,5 km Sprint, Frauen: 11. - 23:17,5 min (1 Schießfehler)
10 km Verfolgung, Frauen: 9. - +2:41,7 min (3 Schießfehler)
12,5 km Massenstart, Frauen: 7. - +1:20,7 min (2 Schießfehler)
15 km Einzel, Frauen: 23. - 53:55,6 min (5 Schießfehler)
4 × 6 km Staffel, Frauen: 1:21:43,7 h (2 Schießfehler + 13 Nachlader)
- Sun Ribo
7,5 km Sprint, Frauen: 21. - 23:57,6 min (2 Schießfehler)
10 km Verfolgung, Frauen: 22. - +4:45,2 min (7 Schießfehler)
12,5 km Massenstart, Frauen: 22. - +3:52,8 min (7 Schießfehler)
4 × 6 km Staffel, Frauen: 1:21:43,7 h (2 Schießfehler + 13 Nachlader)
- Yin Qiao
15 km Einzel, Frauen: 31. - 55:06,2 min (4 Schießfehler)
4 × 6 km Staffel, Frauen: 1:21:43,7 h (2 Schießfehler + 13 Nachlader)
- Zhang Chengye
10 km Sprint, Männer: 17. - 27:50,9 min (3 Schießfehler)
12,5 km Verfolgung, Männer: 34. - +3:44,5 min (7 Schießfehler)
20 km Einzel, Männer: 50. - 1:00:49,1 h (7 Schießfehler)

### Eiskunstlauf
- Li Chengjiang
Einzel, Herren: 16. Platz - 182,21 Pkt.
- Liu Yan
Einzel, Damen: 11. Platz - 145,30 Pkt.
- Pang Qing / Tong Jian
Paarlauf: 4. Platz – 186,67 Pkt.
- Shen Xue / Zhao Hongbo
Paarlauf: 3. Platz – 186,91 Pkt.
- Zhang Dan / Zhang Hao
Paarlauf: 2. Platz – 189,73 Pkt.
- Zhang Min
Einzel, Herren: 10. Platz – 196,27 Pkt.

### Eisschnelllauf
- An Weijiang
500 m, Herren: 19. Platz - 1:11,56 min; +1,80 s
1000 m, Herren: 33. Platz - 1:11,80 min; +2,91 s
- Gao Xuefeng
1500 m, Herren: 30. Platz - 1:49,91 min; +3,94 s
5000 m, Herren: 25. Platz – 6:44,78 min; +30,10 s
- Ji Jia
1500 m, Frauen: 22. Platz - 2:01,85 min; +6,58 s
3000 m, Frauen: 25. Platz - 4:21,06 min; +18,63 s
Teamverfolgung, Frauen: 8. Platz
- Li Changyu
1500 m, Männer: 40. Platz - 1:53,32 min; +7,45 s
- Li Yu
500 m, Männer: 33. Platz - 1:13,13 min; +3,37 s
- Lu Zhuo
500 m, Männer: 28. Platz - 1:12,35 min; +2,59 s
1000 m, Männer: 38. Platz - 1:12,69 min; +3,80 s
- Ren Hui
500 m, Frauen: Bronzemedaille - 1:16,87 min; +0,30 s
1000 m, Frauen: ausgeschieden
- Wang Beixing
500 m, Frauen: 7. Platz - 1:17,27 min; +0,70 s
1000 m, Frauen: 29. Platz - 1:19,03 min; +2,98 s
- Wang Fei
1500 m, Frauen: 12. Platz - 2:00,13 min; +4,86 s
3000 m, Frauen: 12. Platz - 4:10,55 min; +8,12 s
5000 m, Frauen: 15. Platz - 7:22,90 min; +23,83 s
Teamverfolgung, Frauen: 8. Platz
- Wang Manli
500 m, Frauen: Silbermedaille - 1:16,78 min; +0,21 s
1000 m, Frauen: 20. Platz - 1:17,90 min; +1,85 s
- Xing Aihua
500 m, Frauen: 13. Platz - 1:18,35 min; +1,78 s
- Yu Fengtong
500 m, Herren: 5. Platz - 1:10,68 min; +0,92 s
1000 m, Herren: 34. Platz - 1:11,90 min; +3,01 s
- Zhang Shuang
1000 m, Frauen: 31. Platz - 1:19,91 min; +3,86 s
- Zhang Xiaolei
1500 m, Frauen: 34. Platz - 2:05,75 min; +10,48 s
Teamverfolgung, Frauen: 8. Platz
- Zhang Zhongqi
1000 m, Männer: 35. Platz - 1:12,29 min; +3,40 s

### Freestyle

#### Springen
- Guo Xinxin
Frauen: 6. Platz - 174,85 Pkt.
- Han Xiaopeng
Herren: Goldmedaille - 250,77 Pkt.
- Li Nina
Frauen: Silbermedaille - 197,39 Pkt.
- Liu Zhongqing
Herren: 18. Platz - 201,26 Pkt. (Qualifikation)
- Ou Xiaotao
Herren: 23. Platz - 180,31 Pkt. (Qualifikation)
- Qiu Sen
Herren: 11. Platz - 186,56 Pkt.
- Wang Jiao
Frauen: 11. Platz - 132,53 Pkt.
- Xu Nannan
Frauen: 4. Platz - 191,23 Pkt.

### Shorttrack
- Cheng Xiaolei
1500 m: in der 1. Runde ausgeschieden
3000 m Staffel: im A-Finale disqualifiziert
- Fu Tianyu
500 m: im A-Finale disqualifiziert
3000 m Staffel: im A-Finale disqualifiziert
- Wang Meng
500 m: Goldmedaille
1000 m: Silbermedaille
1500 m: Bronzemedaille
3000 m Staffel: im A-Finale disqualifiziert
- Yang Yang
1000 m: Bronzemedaille
1500 m: B-Finale und insgesamt 11. Platz
3000 m Staffel: im A-Finale disqualifiziert
- Zhu Mile

Herren
- Li Jiajun
1000 m: B-Finale und insgesamt 6. Platz
1500 m: Bronzemedaille
5000 m Staffel: 5. Platz
- Li Ye
1000 m: 5. Platz
1500 m: im A-Finale disqualifiziert
5000 m Staffel: 5. Platz
- Sui Baoku
5000 m Staffel: 5. Platz
- Li Haonan
5000 m Staffel: 5. Platz

### Ski alpin
- Dong Jinzhi
Riesenslalom, Frauen: 38. - 2:35,72 min
Slalom, Frauen: 50. - 1:54,06 min
- Li Guangxu
Riesenslalom, Männer: 40. - 3:08,07 min
Slalom, Männer: ausgeschieden im 2. Lauf

### Ski nordisch

#### Langlauf
- Chen Haibin
Sprint Freistil, Herren: 70. - 2:32,01 min (Qualifikation)
- Han Dawei
Doppelverfolgung, Herren: ausgeschieden
- Huo Li
10 km klassisch, Frauen: 55. - 31:58,7 min
30 km Freistil, Frauen: 46. - 1:32:28,8 h
- Jia Yuping
Sprint Freistil, Frauen: 61. - 2:30,03 min (Qualifikation)
- Jiang Chunli
10 km klassisch, Frauen: 58. - 32:22,1 min
Teamsprint klassisch, Frauen: im Halbfinale als 7. ausgeschieden
- Li Geliang
15 km klassisch, Herren: 62. - 43:14,7 min
50 km Freistil, Herren: 48. - 2:10:36,9 h
4 × 10 km Staffel, Herren: 15. - 1:50:40,5 h
Teamsprint klassisch, Herren: im Halbfinale als 10. ausgeschieden
- Li Hongxue
10 km klassisch, Frauen: 36. - 30:33,9 min
30 km Freistil, Frauen: 33. - 1:28:49,8 h
Doppelverfolgung, Frauen: 27. - 45:20,5 min
4 × 5 km Staffel, Frauen: 16. - 58:42,5 min
- Li Zhiguang
Doppelverfolgung, Herren: ausgeschieden
- Liu Liming
Sprint Freistil, Frauen: 65. - 2:35,76 min (Qualifikation)
- Liu Yuanyuan
30 km Freistil, Frauen: 45. - 1:32:00,9 h
Doppelverfolgung, Frauen: 32. - 45:36,9 min
4 × 5 km Staffel, Frauen: 16. - 58:42,5 min
- Man Dandan
Sprint Freistil, Frauen: 56. - 2:25,16 min (Qualifikation)
30 km Freistil, Frauen: ausgeschieden
- Ren Long
50 km Freistil, Herren: 63. - 2:16:15,0 h
Doppelverfolgung, Herren: 62. - 1:25:12,5 h
- Song Bo
Sprint Freistil, Frauen: 57. - 2:27,07 min (Qualifikation)
4 × 5 km Staffel, Frauen: 16. - 58:42,5 min
- Tian Ye
Sprint Freistil, Herren: 53. - 2:25,85 min (Qualifikation)
15 km klassisch, Herren: 64. - 43:32,2 min
Teamsprint klassisch, Herren: im Halbfinale als 10. ausgeschieden
- Wang Chunli
10 km klassisch, Frauen: 18. - 29:34,6 min
Doppelverfolgung, Frauen: 21. - 44:35,1 min
4 × 5 km Staffel, Frauen: 16. - 58:42,5 min
Teamsprint klassisch, Frauen: im Halbfinals als 7. ausgeschieden
- Wang Songtao
15 km klassisch, Herren: 69. - 41:12,2 min
- Xia Wan
15 km klassisch, Herren: 49. - 41:48,0 min
50 km Freistil, Herren: ausgeschieden
Doppelverfolgung, Herren: 50. - 1:21:56,5 h
4 × 10 km Staffel, Herren: 15. - 1:50:40,5 h
- Xu Yinghui
Doppelverfolgung, Frauen: 58. - 49:04,9 min
- Zhang Qing

#### Skispringen
- Li Yang
Normalschanze, Einzel: 44. - 102,5 Pkt.
Großschanze, Einzel: 55. - 64,8 Pkt. (Qualifikation)
Großschanze, Mannschaft: 16. - 206,1 Pkt.
- Tian Zhandong
Normalschanze, Einzel: 54. - 102,0 Pkt. (Qualifikation)
Großschanze, Einzel: 53. - 67,4 Pkt. (Qualifikation)
Großschanze, Mannschaft: 16. - 206,1 Pkt.
- Wang Jianxun
Großschanze, Mannschaft: 16. - 206,1 Pkt.
- Yang Guang
Großschanze, Mannschaft: 16. - 206,1 Pkt.

### Snowboard
- Pan Lei
Halfpipe, Frauen: 28. Platz (Qualifikation)
- Sun Zhifeng
Halfpipe, Frauen: 31. Platz (Qualifikation)